# Jiří Dunovský
Prof. MUDr. Jiří Dunovský, DrSc. (16. dubna 1930 – 13. června 2015), doyen české pediatrie, zakladatel výzkumné laboratoře sociální pediatrie, SOS dětských vesniček, Dětského krizového centra, Společnosti sociální pediatrie v ČR a dalších zařízení a institucí na pomoc ohroženým dětem.
Působil jako profesor-konzultant Zdravotně sociální fakulty Jihočeské univerzity v Českých Budějovicích a Pedagogické fakulty Karlovy univerzity v Praze, čestný člen Americké pediatrické společnosti a Slovenské pediatrické společnosti, dopisující člen Německé pediatrické společnosti, konzultant Českého výboru UNICEF, čestný člen Mezinárodního sdružení SOS dětských vesniček, člen několika správních rad nestátních organizací v péči o dítě.
Publikoval více než 250 odborných prací a knih v oboru pediatrie a sociální pediatrie.